# バーニー・ウィリアムス
バーニー・ウィリアムス（英語: Bernie Williams, 本名：ベルナベ・ウィリアムス・フィゲロア（スペイン語: Bernabé Williams Figueroa, 1968年9月13日 - ）は、プエルトリコのサンフアン出身のミュージシャン、元プロ野球選手（中堅手、指名打者）。右投両打。
1991年から2006年までヤンキース一筋でプレーしたフランチャイズ・プレイヤーとして知られる。背番号は『51』。正式な引退表明をしないまま、2006年に事実上引退。2015年4月にヤンキースとマイナー契約を結び引退届にサインすることとなった。同年に背番号51がヤンキースの永久欠番に指定されている。

## 経歴

### プロ入り前
プエルトリコのベガアルタで育ったウィリアムスは小さい頃から運動神経が抜群だった。野球とクラシック・ギターに強い関心を示してきたが、その一方で陸上競技でもプエルトリコの代表となる名を成し、15歳の時に出場した国際大会で4つの金メダルを獲得している。同年代の中では世界有数の400mの選手であった。

### プロ入り
1985年9月13日、ちょうど17歳を迎えた誕生日の日にウィリアムスはヤンキースとプロ契約（ドラフト外）を結ぶ。
当初はオールバニにあったヤンキース傘下のマイナーリーグ球団（AA級）でプレイし、そこでは持ち前の運動神経の良さを発揮し、スイッチ・ヒッティングを身につけた。球団幹部からは素晴らしい素材と目されていたものの、当時（1990年代初頭）のヤンキース外野陣の層が厚かった事から、彼のメジャー昇格は遅れていた。
1991年に怪我で戦列を離れたロベルト・ケリーの代役としてメジャー昇格。7月7日メジャーデビューを果たし、320打席で打率.238の成績を残す。その後一時期マイナー落ちしたが、ダニー・タータブルの怪我で再昇格。以降中堅手のポジションを獲得した。
1993年までには完全に中堅手としてのレギュラーを掴む。しかしその後、チームオーナーであるジョージ・スタインブレナーの意向から、1995年までトレードの噂が絶えなかった。強権的な事で知られるスタインブレナーは彼のプレイスタイルがそれまでの選手とは異なることにストレスを感じ放出を企てていたが、バック・ショーウォルター監督やジーン・マイケルGMの取り成しにより踏み止まった。ウィリアムスは一番打者を任せるには盗塁数が少なく、中堅手にしては弱肩であり、そして打率を残せるがパワーに欠ける中途半端で使いにくい選手であった。
1995年に18本塁打を打ち、得点・安打・塁打・盗塁でチーム最多に輝いた。チームはワイルドカードで1981年以来14年ぶりにポストシーズン進出を果たし、シアトル・マリナーズとのディビジョンシリーズで敗れたが、ウィリアムスは打率.429を記録し、第3戦でポストシーズン史上初となる1試合で左右両打席から本塁打を記録した。
1996年のアメリカンリーグ優勝決定シリーズで打率.474・2本塁打を記録し、同シリーズのMVPを獲得。最終的にヤンキースは勝ち進みワールドシリーズ制覇に至った。
1998年、シーズン最終戦で2安打を放ち、モー・ボーンの打率.337を上回り、打率.339で首位打者に輝いた。そして、MLB史上初めて首位打者・ゴールドグラブ賞・ワールドシリーズ制覇を同じ年に達成した選手となった。シーズンオフには総額8500万ドルの7年契約を結んだ。
2002年まで8年連続で3割を記録。チームの中心選手として高い人気を誇った。
2003年のヤンキー・スタジアムでの開幕戦では4番に座ったが、同年から成績が下降しはじめる。
2004年はリーグチャンピオンシップシリーズで2本塁打を記録するも、チームは3勝0敗から4連敗というMLB史上初の屈辱でワールドシリーズ進出を逃した。
2005年は7年契約の契約最終年とだったが、打率.249と打撃不振に陥った。
2006年は前年の8分の1の年俸の単年150万ドルでヤンキースと再契約することで合意した。開幕前の3月には第1回WBCのプエルトリコ代表に選出された。
シーズンでは前年よりも盛り返し、メルキー・カブレラと共に故障者が続出したチームの穴を埋める活躍を見せたが、本来の輝きを取り戻すまでには至らず、シーズン終了後にFAとなり、オフにはヤンキースからマイナー契約での契約を打診されるも拒否し、引退宣言もせずフリーエージェントの状態が続いた。

### 引退後

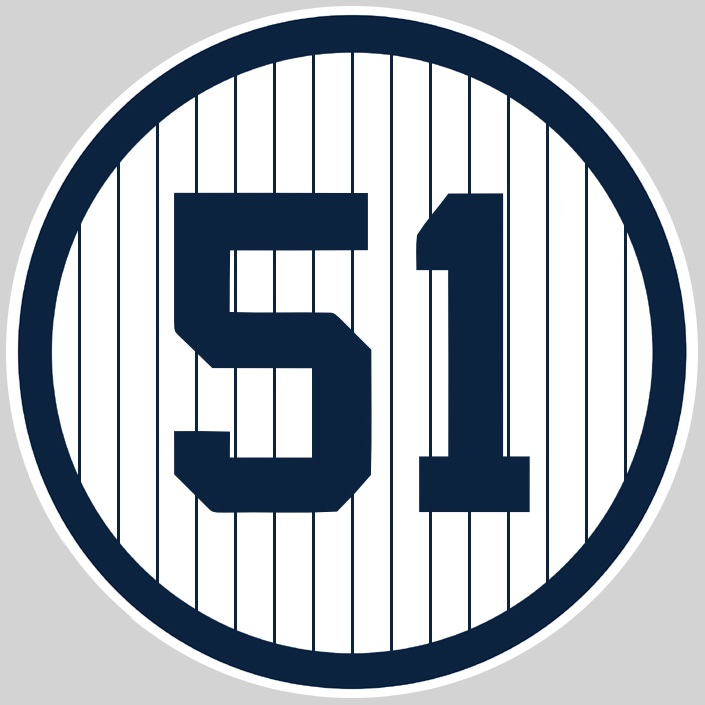
ウィリアムスの背番号「51」。
ニューヨーク・ヤンキースの永久欠番に2015年指定。

その後は、プロのミュージシャンとして活動していたが、突如2009年の第2回WBCのプエルトリコ代表に選出され、2大会連続2度目の選出を果たす。2年半のブランクを空けて現役復帰し話題となった。
2011年2月、元同僚のアンディ・ペティットの引退会見に同席し、事実上キャリアが終わったことを認めた。ウィリアムスのポストシーズンにおける80打点の記録はMLB最高記録であり、ギネス世界記録に認定されている。
2014年のデレク・ジーターの引退に際して、ヤンキー・スタジアム最終戦でマリアノ・リベラ、ホルヘ・ポサダ、アンディ・ペティットらと共にサヨナラヒットを打ったジーターを迎えた。
ジーターの最終戦は敵地レッドソックスのフェンウェイ・パークであったが、ウィリアムスはジーターに向けて『Take Me Out to the Ball Game』をアコースティック・ギターで演奏した。

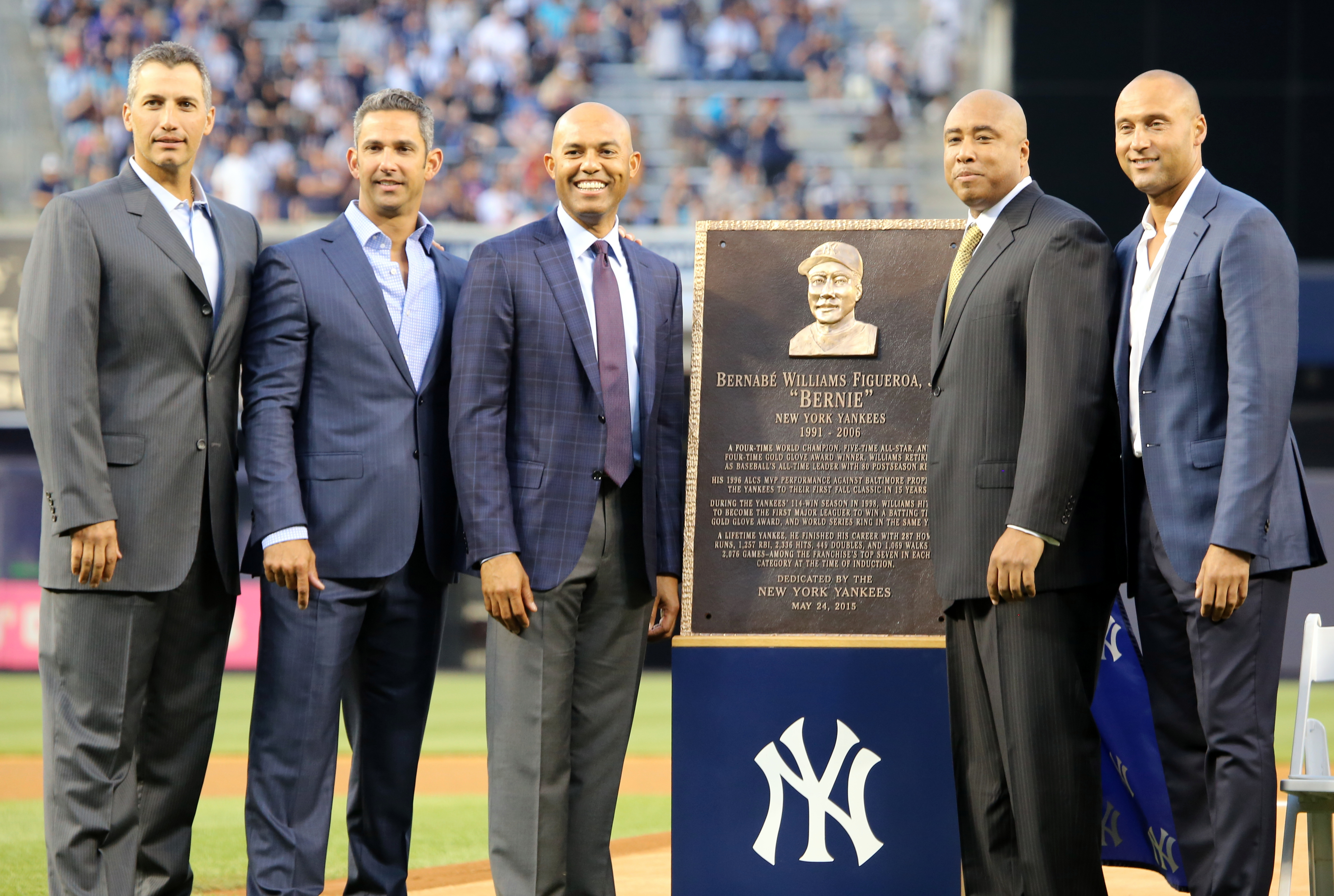
欠番表彰式で、ウィリアムスの記念プレートを前に、かつてのチームメイトであるアンディ・ペティット・ホルヘ・ポサダ、マリアノ・リベラ、デレク・ジーターと写るウィリアムス(写真右から2人目。2015年)

2015年2月16日、ヤンキースはウィリアムスの在籍時の背番号『51』をホルヘ・ポサダの『20』、アンディ・ペティットの『46』とともに永久欠番に指定することを発表し、同年5月24日、ヤンキー・スタジアムで背番号51の永久欠番表彰式が行われた。セレモニーには同じく欠番に指定されたペティット、ポサダに加えてかつてのチームメイトのティノ・マルティネス、ポール・オニール、マリアノ・リベラ、デレク・ジーターや監督のジョー・トーリが出席し、ウィリアムスを祝福した。ウィリアムスは「プエルトリコから来たやせっぽちの17歳だった。自分がこんな瞬間を迎えられるなんて。本当に幸せ」とスピーチし、喜びを表した。また、永久欠番表彰式の前の同年4月24日にはヤンキースと1日限定のマイナー契約を結んだ上で引退届にサインし、GMのブライアン・キャッシュマンとともに記者会見に応じて正式に現役引退を発表した。
ちなみに、欠番指定されることになったウィリアムスの背番号『51』は、欠番指定される3年前の2012年シーズン途中に交換トレードでヤンキースに入団したイチローに付けさせることも球団の構想にあったが、イチロー自身が、ウィリアムスへの敬意から、「とてもつけることはできない」と固辞し『31』を選んだため、『51』はイチローの手に渡らなかった。

## ミュージシャンとしてのキャリア

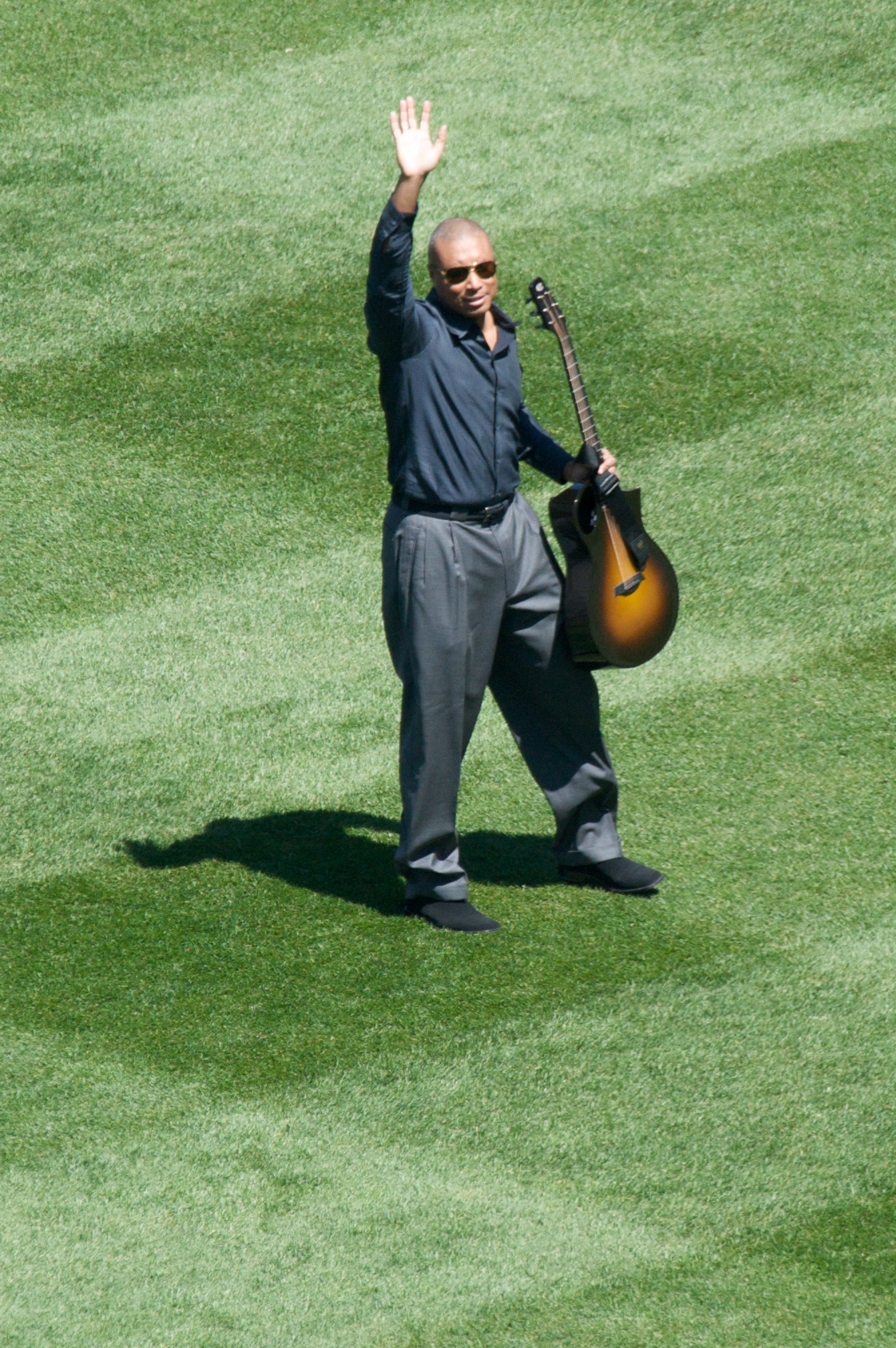
ギターを披露するウィリアムス

野球での才能の他に、ウィリアムスはミュージシャンとしての力量も高く評価されている。「小さい頃は野球選手よりもプロの音楽家になりたかった」と述べ、ギター演奏の他に作曲も行う。ジャンルはジャズ（スムーズ・ジャズ）、クラシック、ポップ、ブラジル系、そしてラテン音楽などと非常に多種多様である。
2003年7月15日に、コンテンポラリー・ジャズのレーベル「GRPレコード」より、メジャー・デビュー・アルバム『ザ・ジャーニー・ウィズイン (The Journey Within)』を発売。彼のスムーズ・ジャズに対する想いが、サルサなど故郷プエルトリコのリズムに乗って垣間見える一枚となっている。本人の腕前もさることながら参加アーティストの顔ぶれもスムーズ・ジャズのトップ・ミュージシャンばかりで非常に豪華であり、ルーベン・ブラデス（2003年にグラミー賞を受賞）やデヴィッド・サンシャス、リーランド・スカラーといったメンバーも参加している。

## 詳細情報

### 年度別打撃成績
| 年 度     | 球 団     | 試 合 | 打 席 | 打 数 | 得 点 | 安 打 | 二 塁 打 | 三 塁 打 | 本 塁 打 | 塁 打 | 打 点 | 盗 塁 | 盗 塁 死 | 犠 打 | 犠 飛 | 四 球 | 敬 遠 | 死 球 | 三 振 | 併 殺 打 | 打 率 | 出 塁 率 | 長 打 率 | O P S |
| --------- | --------- | ----- | ----- | ----- | ----- | ----- | -------- | -------- | -------- | ----- | ----- | ----- | -------- | ----- | ----- | ----- | ----- | ----- | ----- | -------- | ----- | -------- | -------- | ----- |
| 1991      | NYY       | 85    | 374   | 320   | 43    | 76    | 19       | 4        | 3        | 112   | 34    | 10    | 5        | 2     | 3     | 48    | 0     | 1     | 57    | 4        | .238  | .336     | .350     | .686  |
| 1992      | NYY       | 62    | 293   | 261   | 39    | 73    | 14       | 2        | 5        | 106   | 26    | 7     | 6        | 2     | 0     | 29    | 1     | 1     | 36    | 5        | .280  | .354     | .406     | .760  |
| 1993      | NYY       | 139   | 628   | 567   | 67    | 152   | 31       | 4        | 12       | 227   | 68    | 9     | 9        | 1     | 3     | 53    | 4     | 4     | 106   | 17       | .268  | .333     | .400     | .734  |
| 1994      | NYY       | 108   | 475   | 408   | 80    | 118   | 29       | 1        | 12       | 185   | 57    | 16    | 9        | 1     | 2     | 61    | 2     | 3     | 54    | 11       | .289  | .384     | .453     | .837  |
| 1995      | NYY       | 144   | 648   | 563   | 93    | 173   | 29       | 9        | 18       | 274   | 82    | 8     | 6        | 2     | 3     | 75    | 1     | 5     | 98    | 12       | .307  | .392     | .487     | .878  |
| 1996      | NYY       | 143   | 641   | 551   | 108   | 168   | 26       | 7        | 29       | 295   | 102   | 17    | 4        | 1     | 7     | 82    | 8     | 0     | 72    | 15       | .305  | .391     | .535     | .926  |
| 1997      | NYY       | 129   | 591   | 509   | 107   | 167   | 35       | 6        | 21       | 277   | 100   | 15    | 8        | 0     | 8     | 73    | 7     | 1     | 80    | 10       | .328  | .408     | .544     | .952  |
| 1998      | NYY       | 128   | 578   | 499   | 101   | 169   | 30       | 5        | 26       | 287   | 97    | 15    | 9        | 0     | 4     | 74    | 9     | 1     | 81    | 19       | .339  | .422     | .575     | .997  |
| 1999      | NYY       | 158   | 697   | 591   | 116   | 202   | 28       | 6        | 25       | 317   | 115   | 9     | 10       | 0     | 5     | 100   | 17    | 1     | 95    | 11       | .342  | .435     | .536     | .971  |
| 2000      | NYY       | 141   | 616   | 537   | 108   | 165   | 37       | 6        | 30       | 304   | 121   | 13    | 5        | 0     | 3     | 71    | 11    | 5     | 84    | 15       | .307  | .391     | .566     | .957  |
| 2001      | NYY       | 146   | 633   | 540   | 102   | 166   | 38       | 0        | 26       | 282   | 94    | 11    | 5        | 0     | 9     | 78    | 11    | 6     | 67    | 15       | .307  | .395     | .522     | .917  |
| 2002      | NYY       | 154   | 699   | 612   | 102   | 204   | 37       | 2        | 19       | 302   | 102   | 8     | 4        | 0     | 1     | 83    | 7     | 3     | 97    | 19       | .333  | .415     | .493     | .908  |
| 2003      | NYY       | 119   | 521   | 445   | 77    | 117   | 19       | 1        | 15       | 183   | 64    | 5     | 0        | 0     | 2     | 71    | 8     | 3     | 61    | 21       | .263  | .367     | .411     | .778  |
| 2004      | NYY       | 148   | 651   | 561   | 105   | 147   | 29       | 1        | 22       | 244   | 70    | 1     | 5        | 1     | 2     | 85    | 5     | 2     | 96    | 19       | .262  | .360     | .435     | .795  |
| 2005      | NYY       | 141   | 546   | 485   | 53    | 121   | 19       | 1        | 12       | 178   | 64    | 1     | 2        | 1     | 6     | 53    | 1     | 1     | 75    | 16       | .249  | .321     | .367     | .688  |
| 2006      | NYY       | 131   | 462   | 420   | 65    | 118   | 29       | 0        | 12       | 183   | 61    | 2     | 0        | 1     | 6     | 33    | 5     | 2     | 53    | 14       | .281  | .332     | .436     | .768  |
| MLB：16年 | MLB：16年 | 2076  | 9053  | 7869  | 1366  | 2336  | 449      | 55       | 287      | 3756  | 1257  | 147   | 87       | 12    | 64    | 1069  | 97    | 39    | 1212  | 223      | .297  | .381     | .477     | .858  |

- 各年度の太字はリーグ最高

### WBCでの打撃成績
| 年 度 | 代 表        | 試 合 | 打 席 | 打 数 | 得 点 | 安 打 | 二 塁 打 | 三 塁 打 | 本 塁 打 | 塁 打 | 打 点 | 盗 塁 | 盗 塁 死 | 犠 飛 | 四 球 | 敬 遠 | 死 球 | 三 振 | 併 殺 打 | 打 率 | 出 塁 率 | 長 打 率 |
| ----- | ------------ | ----- | ----- | ----- | ----- | ----- | -------- | -------- | -------- | ----- | ----- | ----- | -------- | ----- | ----- | ----- | ----- | ----- | -------- | ----- | -------- | -------- |
| 2006  | プエルトリコ | 6     | 26    | 24    | 2     | 6     | 1        | 0        | 2        | 13    | 5     | 0     | 1        | 0     | 1     | 0     | 0     | 3     | 1        | .250  | .280     | .542     |
| 2009  | プエルトリコ | 4     | 7     | 5     | 4     | 4     | 2        | 0        | 0        | 6     | 6     | 0     | 0        | 0     | 2     | 1     | 0     | 1     | 0        | .000  | .286     | .000     |

### タイトル
- 首位打者：1回（1998年）

### 表彰
- シルバースラッガー賞：1回（2002年）
- ゴールドグラブ賞：4回（1997年 - 2000年）
- オールスターゲーム選出：5回（1997年 - 2001年）
- アメリカンリーグ優勝決定シリーズMVP：1回（1996年）
- プレイヤー・オブ・ザ・マンス：2回（1997年8月、1998年5月）

### 背番号
- 51（1991年 - 2006年）

### 代表歴
- 2006 ワールド・ベースボール・クラシック・プエルトリコ代表
- 2009 ワールド・ベースボール・クラシック・プエルトリコ代表